# Вермсдорф
Вермсдорф (нім. Wermsdorf) — громада в Німеччині, розташована в землі Саксонія. Входить до складу району Північна Саксонія.
Площа — 104,41 км2. Населення становить 5218 ос. (станом на 31 грудня 2020).